# Enamorado de la moda juvenil
«Enamorado de la moda juvenil» es una canción del grupo de pop-rock español Radio Futura, incluida en su primer álbum Música Moderna. Se trata de uno de los temas más populares de la banda, con siete millones de reproducciones en Spotify (octubre de 2010), solo por detrás de Veneno en la piel y Escuela de calor y cinco millones de visualizaciones en Youtube (solo por detrás de Veneno en la piel).

## Descripción
Aunque aparece firmada por todos los miembros del grupo, el auténtico autor fue Herminio Molero, que pronto abandonaría la banda.
De tono alegre y muy desenfadado, popero y vanguardista, se trata de un himno al desenfado y la banalidad, elevando la categoría de algo aparentemente frívolo como puede ser la moda. Ambientada en el Madrid del momento, con alusiones a la céntrica Puerta del Sol.
Por otro lado, y pese a su comercialidad se ha querido ver en la canción una auténtica punta de lanza en la historia del pop-rock español, fundamentando las bases del género en años venideros.
Pese al éxito del tema, la banda no volvió a interpretarlo ni se incluyó en sus discos recopilatorios. Según declaraciones de los hermanos Auserón no existe una identificación con los temas de aquel primer LP, que quedan más asociados al estilo del primer líder del grupo, Herminio Molero, que no tardaría en abandonar la formación.
El tema ha sido clasificado por la revista Rolling Stone en el número 63 de las 200 mejores canciones del pop-rock español, según el ranking publicado en 2010.
En la cara B del sencillo se incluyó el tema Ivonne.

## Versiones
En 2019 fue versionada por El Kanka, en el programa de La 1 de TVE La mejor canción jamás cantada.
Fue cantada en 2018 en la octava gala del concurso de TVE Operación Triunfo 2018.
Y por último , en 2020 fue versionada por el grupo Delacueva en el programa musical Abbalancha de Aragón Tv.
La cantante catalana Suu versionó esta canción, titulándola "Enamorada de la moda juvenil", en su álbum de 2022 "Karaoke".